# کوه‌های سیبری جنوبی
کوه‌های سیبری جنوبی (روسی: Южно-Сибирские горы) یکی از بزرگ‌ترین مجموعه کوه‌های روسیه است که پهنه‌ای به مساحت بیش از ۱٫۵ میلیون کیلومتر مربع را می‌پوشاند. این کوه‌ها در ناحیه فدرالی سیبری و ناحیه فدرالی خاور دور روسیه و بخش‌هایی از آن در مغولستان قرار دارد. سرزمین کوه‌های سیبری جنوبی یکی از مناطق بزرگ روسیه است.